# خوزه آخا
خوزه مانوئل آخا لیوچیچ (اسپانیایی: José Manuel Aja Livchich‎؛ زادهٔ ۱۰ مهٔ ۱۹۹۳) بازیکن فوتبال اهل اروگوئه است.
از باشگاه‌هایی که در آن بازی کرده‌است می‌توان به ناسیونال و اورلاندو سیتی اشاره کرد.

## دوران حرفه ای
آخا کار خود را با ناسیونال در سال 2014 آغاز کرد، همچنین در طول فصل 2015–2016 به صورت قرضی در باشگاه راسینگ گذراند. او در 21 ژوئیه 2016 به صورت قرضی به تیم لیگ برتر فوتبال اورلاندو سیتی رفت.